# 멘셰비키
멘셰비키(러시아어: меньшевики, 영어: Mensheviks)는 러시아 사회민주노동당이 분열해 형성된 분파이다. 1904년 율리 마르토프와 블라디미르 레닌 사이에 분쟁이 일어난 뒤 레닌을 따르는 쪽이 볼셰비키가 되었고 나머지가 멘셰비키가 되었다. 볼셰비키와 멘셰비키 모두 프롤레타리아 혁명이 필수적인 것이라고 간주하고 사적 유물론을 따랐다는 것은 마찬가지이다. 다만 멘셰비키가 당시 다수당이었던 사회주의혁명당과 좀더 친화적인 온건파였다.

## 개요
1903년, 제2회 러시아 사회민주노동당 대회에서 분열되어 나왔다. 이들은 당을 구성할 때 소 부르주아적인 인텔리, 모든 파업자, 시위운동자에게도 입당을 허락해야 한다고 주장하였다. 이는 입당 자격에 대해 엄격한 기준을 요구하던 레닌 일파인 볼셰비키와는 상반되는 주장이었다. 볼셰비키는 이들을 조직의 해체, 당규율의 파괴, 기회주의, 인텔리적 개인주의 찬미의 시인 등을 선동하는 반혁명적 집단이라고 규정하였고 곧 멘셰비키와 볼셰비키는 갈라지게 된다. 당의 지도적 인물은 여러 명인데, 대표적으로 멘셰비키 내 좌파의 영수인 율리 마르토프(러시아어: Юлий Мартов, 1873년 11월 24일 ~ 1923년 4월 4일)가 있다. 멘셰비키파는 내부 종파주의가 상당히 심한 상태였기에 당의 통솔권을 확실히 쥔 실질적인 지도자가 존재하지 않았다.
1905년 1월 22일 피의 일요일 사건의 여파로 인해 러시아 제국은 의회를 설치하였고 선거를 허용하였다. 그러나 이 선거 제도에서 투표권은 오로지 25세 이상 민간인 남성에게만 부여되었으며, 병사와 여성은 투표권이 부여되지 않았다. 1906년 3월 26일에 치루어진 첫 국가 두마 총선에서 러시아 사회민주노동당은 10석을 얻었는데, 이 시기 러시아 사회민주노동당은 의회 보이콧을 선언하였다. 1907년 2월 20일에 열린 제2차 국가 두마 총선에서 러시아 사회민주노동당은 총 65석을 얻었다. 그러나 사회주의 세력이 의회에 존재하는 것을 좋지 않게 여겼던 니콜라이 2세는 6월에 의회(6월 쿠데타)를 강제 해산하였다. 니콜라이 2세는 선거 제도를 수정하였는데, 이 선거 제도는 사회민주노동당과 사회혁명당과 같은 좌익 세력이 강성한 곳의 지역구를 의도적으로 줄이고, 보수적인 성향이 강한 지역의 지역구를 높인 불공정한 제도였다. 같은 해 10월에 선거가 실시되었고, 러시아 사회민주노동당은 총 19석의 의석을 얻게 되었다.
국회 진입 후에는 당론이 주로 입헌민주당(카데트)과의 제휴에 쏠렸다. 이후 당내에는 온갖 개량주의 경향이 퍼졌고, 정통마르크스주의를 표방하는 본래의 이념과는 무색하게, 개인주의적 소부르주아의 비중이 높아졌다. 제1차 세계 대전 시에는 멘셰비키당 내 일부 우익 계파만이 조국방위주의(祖國防衛主義) 입장을 취하였으나, 2월 혁명 이후부터는 거의 대부분이 전쟁 지지의 입장으로 돌아서게 됐다. 1917년 4월 레닌이 귀국하자, 그의 정치적 활동을 방해하려는 의도로 여러 음모를 꾸몄으나 성공하지 못 했다. 당내 우익은 사회혁명당과 함께 임시정부에 참가하여 카데트와 연립정부를 조직하였으며, 볼셰비키의 급진 노선에 반대하여 이른바 '임시정부 헌법 내에서의 개혁'을 내세우며 비합법적 혁명 운동의 폐지를 주장하였다. 1917년 10월 볼셰비키 정권이 출현하자 멘셰비키 내 우익은 러시아 백군에 가담하는 등 맹렬한 반혁명운동을 전개하였다. 이들 대다수는 러시아 내전에서 볼셰비키가 승리하자 서구 국가로 망명했으며, 각자의 망명지에서 1927년부터 해당주의(解黨主義)와 같은 反볼셰비키 구호를 내걸었다. 한편으로 당내 좌익 중 일부는 1918년 러시아 공산당에 입당하여 당내 볼셰비키의 독주에 견제하는 역할을 했다. 1925년 러시아 공산당이 전연방 공산당으로 개칭이 되었을 때도 극소수의 멘셰비키 좌익은 볼셰비키를 견제하는 역할을 하였으나, 1926년을 기점으로 완전히 소멸하였다.

## 교조적 경제주의
마르크스주의 혁명론에 있어서 카를 카우츠키와 같은 교조적 경제주의 입장을 취했다. 이들은 카를 마르크스의 단계론을 소극적·숙명론적으로 해석하여 2월 혁명이 성공한 시점에서, 혁명적 당이 부르주아의 공세에 대비를 하지 않아도 자본주의가 발전하면서 시간이 지나면 저절로 사회주의 혁명이 발생할 것이라고 믿었다. 이들이 가진 혁명에 있어서 소극주의는 러시아 공화국 임시정부에 의한 사회주의자 탄압이 실질적으로 개시됐음에도 불구하고 계속 이어졌으며, 결국 혁명의 방해 세력으로 작용됐다. 이들과 경쟁 관계에 있었던 블라디미르 레닌은 자본주의 발전으로 인한 계급투쟁 의식은 1차 세계대전의 영향으로 인해 전-지구적으로 이미 러시아에도 영향을 주기 때문에 초기 자본주의인 러시아에서 바로 사회주의 국가를 세울 수 있다고 주장하였는데, 멘셰비키의 일원들은 역시 이 주장에 반대했다. 또한, 농민의 혁명성을 부정했으며, 멘셰비키 내 우익 계파는 전쟁 중단도 반대했다.

## 수정주의
1917년 2월 혁명 이전 이들의 주요 테제는 카를 카우츠키 류의 교조적 경제주의 노선과 유사했으나, 이후에는 독일사회민주당의 수정주의에 영향받았으며, '헌법 내 노동운동'을 지향했다. 이러한 수정주의 기조는 갈수록 심화됐는데, 대표적으로, 10월 혁명 당시 다시 부르주아 민주주의 상태로의 회귀를 주장했다는 점에서 극명하게 드러났다고 할 수 있다. 또한, 오스트리아 사회민주당의 이론적 기조인 윤리적 사회주의(독일어: Ethischer Sozialismus)의 영향도 받았는데, 대표적으로 멘셰비키 인식론 이론가인 파벨 유시케비치(Павел Юшкевич, 1873 - 1945)는 마르크스주의 변증법에서 칸트주의로의 회귀를 주장하였다.

## 역대 선거 결과

### 러시아 국가 두마 의회 총선
| 년도        | 의석 수  | 득표수    | 득표율        | 참여 여부             |
| ----------- | -------- | --------- | ------------- | --------------------- |
| 1906년      | 10 / 497 | -         | 알려지지 않음 | 불참(볼셰비키와 합동) |
| 1907년 2월  | 65 / 518 | -         | 알려지지 않음 | 참여(볼셰비키와 합동) |
| 1907년 10월 | 19 / 509 | -         | 알려지지 않음 | 참여(볼셰비키와 합동) |
| 1912년      | 5 / 442  | -         | 알려지지 않음 | 참여(볼셰비키와 분리) |
| 1917년      | 17 / 767 | 1,144,000 | 2.6%          | 의회 해산             |

## 같이 보기
- 러시아 사회민주노동당 (멘셰비키)